# Leonard Levy
Leonard Williams Levy (9 avril 1923 à Toronto, Canada – 24 août 2006 à Ashland, dans l'Oregon) est un historien américain, spécialiste de l'histoire des libertés fondamentales constitutionnelles américaines.
Il remporte le prix Pulitzer d'histoire en 1969 pour son ouvrage Origins of the Fifth Amendment, publié l’année précédente.

## Biographie
Leonard Levy naît le 9 avril 1923 à Toronto, au Canada, et fait ses études à l'université Columbia, où son directeur de thèse est Henry Steele Commager.
Son premier livre est adapté de sa thèse sur Lemuel Shaw, juge à la Cour suprême du Massachusetts. Intitulé The Law of the Commonwealth and Chief Justice Shaw, il est publié en 1957 par les Harvard University Press.
Son livre le plus célèbre a pour titre Origins of the Fifth Amendment, et traite de l'histoire du privilège contre l'auto-incrimination, découlant de la common law britannique. Ce livre reçoit en 1969 le prix Pulitzer d'histoire. Il a écrit en outre une quarantaine d'autres ouvrages, par exemple The Establishment Clause, Treason Against God: A History of the Offense of Blasphemy, Blasphemy: Verbal Offenses Against the Sacred, from Moses to Salman Rushdie, ou encore Religion and the First Amendment. Il est aussi rédacteur en chef des quatre volumes de l'Encyclopaedia of The American Constitution. Dans son ouvrage de 1999 intitulé Origins of the Bill of Rights, il décrit le contexte historique et politique à l’œuvre lors de la prise des amendements de la Déclaration des droits.
Son ouvrage le plus controversé traite de l'histoire de la liberté de la presse dans l'Amérique coloniale et révolutionnaire. En 1960, il publie Legacy of Suppression: Freedom of Speech and Press in Early American History, dans lequel il soutient que la loi régissant la liberté de la presse, et donc l'intention originale des clauses sur la liberté d'expression du Premier Amendement, est plus restreinte que l'interprétation soutenue par d'autres historiens comme James Madison. En particulier, il affirme que ses lois incluent un héritage de la common law anglaise, à travers le crime de conspiration séditieuse (seditious libel). Ses travaux contestent l'interprétation dominante défendue par Zacharie Chafee, qui a longtemps enseigné à l'Faculté de Droit de Harvard. Comme un appendice à sa monographie publiée en 1960, il fait paraître en 1963 Jefferson and Civil Liberties: The Darker Side ; ce livre est une critique de l'action de Thomas Jefferson sur la question de la liberté de la presse et d'expression. Cet ouvrage est le point de départ historiographique du travail de remise en question de la réputation historique du troisième président américain. En 1973, lors de l'édition de poche, Leonard Levy ajoute une préface, pour répondre aux critiques qu'il a pu recevoir.
En 1985, après deux décennies de recherches, Levy publie Emergence of a Free Press, qui est une version augmentée et révisée de Legacy of Suppression, publié en 1960. Tout en soutenant que ses considérations sur l'état de la loi à l'époque sont toujours correctes, il reconnait que les critiques des historiens du journalisme ont été légitimes, ceux-ci ayant souligné la différence entre la "loi sur les livres" et "le droit appliqué". Il admet que la réalité de la liberté de la presse à l'époque a sans doute été plus large et plus difficilement contrôlable, que ce que son premier ouvrage a pu laisser penser.
En 1990, il devient professeur d'histoire et de sciences politiques à la Southern Oregon University à Ashland. Il meurt le 24 août 2006 dans cette même ville,. Il est élu membre de l'American Antiquarian Society en 1970.

## Publications
- The Law of the Commonwealth and Chief Justice Shaw (Harvard University Press, 1957)
- Legacy of Suppression: Freedom of Speech and Press in Early American History (Harvard University Press, 1960)
- Jefferson and Civil Liberties: The Darker Side (Harvard University Press, 1963)
- Freedom of the Press From Zenger to Jefferson: Early American Libertarian Theories (Carolina Academic Press, January 1, 1966)
- Judicial Review and the Supreme Court (1967)
- Origins of the Fifth Amendment|Origins of the Fifth Amendment: The Right Against Self-Incrimination (Oxford University Press, 1968)
- The Supreme Court Under Earl Warren (1972)
- Judgements: Essays on American Constitutional History (1972)
- Treason Against God: A History of the Offense of Blasphemy (1981)
- A Conversation with Bernard W. Levy by George Forsyth (1982)
- Emergence of a Free Press (New York: Oxford University Press, 1985)
- Religion and the First Amendment (1986)
- The Establishment Clause: Religion and the First Amendment (1989)
- Blasphemy: Verbal Offense Against the Sacred, From Moses to Salman Rushdie (New York: Alfred A. Knopf, 1993)
- The Origins of the Bill of Rights (New Haven, Connecticut: Yale University Press, 1999)
- Original Intent and the Framers' Constitution (Ivan R. Dee Publisher, 2000)
- The Palladium of Justice: Origins of Trial by Jury (Ivan R. Dee Publisher, 2000)